# Phaea lateralis
Phaea lateralis es una especie de escarabajo longicornio del género Phaea, tribu Tetraopini, subfamilia Lamiinae. Fue descrita científicamente por Bates en 1881.

## Descripción
Mide 6-10 milímetros de longitud.

## Distribución
Se distribuye por Costa Rica, Guatemala, Honduras y México.